# Margaret Smith (Politikerin)

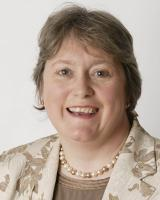
Margaret Smith

Margaret Smith (* 1961 in Edinburgh) ist eine schottische Politikerin und Mitglied der Liberal Democrats. Sie fungierte unter anderem als Einpeitscherin der Fraktion der Liberaldemokraten im Parlament.
Smith besuchte die Broughton High School und die Universität Edinburgh und schloss als Master in Kunst ab. 1995 wurde sie in den Stadtrat von Edinburgh gewählt und fungierte ab 1997 als verkehrspolitische Sprecherin. Erstmals trat Smith bei den Schottischen Parlamentswahlen 1999 zu nationalen Wahlen an. Sie kandidierte im Wahlkreis Edinburgh West und setzte sich dabei parteiintern gegen Donald Gorrie durch, der den gleichnamigen Wahlkreis im Britischen Unterhaus vertrat. Smith gewann das Direktmandat vor dem Konservativen James Douglas-Hamilton und zog in das neugeschaffene Schottische Parlament ein. Bei den Parlamentswahlen 2003 verteidigte sie ihr Mandat. Nach der Wahl bekannte sie, dass sie in einer gleichgeschlechtlichen Beziehung lebe. 2006 heiratete das Paar. Trotz Stimmverlusten verteidigte Smith bei den Parlamentswahlen 2007 ihr Direktmandat. Vier Jahre später unterlag sie bei den Parlamentswahlen dem SNP-Politiker Colin Keir und schied aus dem Parlament aus.